# Darío Pérez-Flores
Darío Pérez-Flores (Valera, Venezuela, 1936) - fallecimiento Paris, 5 de noviembre de 2022 es un escultor y artista cinético venezolano.

## Biografía
Darío Pérez-Flores inicia sus estudios en la escuela de Bellas Artes en Valencia, a finales de los 60 obtiene su título como bachiller en Literatura en la Universidad Central de Venezuela (UCV). En 1961 comienza su carrera artística y participa en diferentes exposiciones de artes visuales y esculturas en Venezuela donde al mismo tiempo trabaja como profesor. Se une al movimiento óptico en 1970; en ese mismo año se traslada a Francia para culminar en 1973 sus estudios de Artes Plásticas en la Universidad de Vincennes-París VIII, bajo la dirección de Frank Popper.. 
Ese mismo año, Darío realiza sus primeros trabajos cinéticos con movimiento vertical, esculturas de plexiglás con elementos móviles intercambiables, completamente incoloros. Para octubre, todavía en 1970, realiza su primera exposición en Europa junto con su hermano Rafael, quien le había preparado el terreno en la prestigiosa Galería Suzanne Bollag en Suiza, donde ya había tenido una exposición en 1969.
En 1973, Darío introduce sus primeros relieves, tramas móviles motorizadas, cuyas líneas blancas se mueven al mismo tiempo vertical y horizontalmente sobre un fondo oscuro, produciendo una relación espacial interesante. Estas piezas se convertirán en clave para el artista.
Para 1976, Darío finalmente cede ante el color. Sin embargo, el uso de contrastes en blanco y negro no desaparece por completo ni la escala de grises que le permite elaborar sus ensamblajes ópticos. Frank Popper reconoce el valor obtenido con estos "increíbles ensambles dinámicos" de Darío, una vez que el color es aplicado. Darío Pérez Flores se aleja de las teorías cuantitativas del color propuestas por Newton y se acerca a la teoría de Goethe, eligiendo la primacía de las sensaciones asociadas al color y la importancia de la capacidad perceptiva que tenemos sobre el color. Darío lee la mayor parte de la literatura sobre la teoría del color, pero su observación de los tonos de color en la naturaleza y su percepción del cambio con las estaciones europeas (que son nuevas para él) le hacen comprender que hay mucha más información sobre el color que sucede a nuestro alrededor. eso en los libros de texto.
Denise René enfatiza "el auténtico espíritu creativo de Darío, cuyo trabajo nunca deja de evolucionar" y, por lo tanto, lo invita a celebrar una exposición individual en su galería en 1981.
Desde los años 80 hasta nuestros días, Darío ha desarrollado una profusa "gramática del color". Presenta "Prochromatiques", piezas de arte derivadas de sus experimentos con elementos móviles. El fondo de la pieza tiene un elemento repetitivo en el que hay una gradación de color blanco y negro, alternando con bandas de colores. En contraste con este fondo, encontramos una profusión de palos de colores que ofrecen cuerpo y equilibrio a la pieza, generando correspondencias cromáticas por contraste o semejanza con el fondo. La vibración resultante depende del desplazamiento y la sensibilidad del espectador hacia la pieza; él está siendo condicionado por sus propias habilidades físicas y psíquicas.
Darío Pérez-Flores actualmente reside y trabaja en París.

## Arte cinético
El término arte cinético apareció por primera vez en 1920 cuando Naum Gabo en su Manifiesto Realista rechazó “el error heredado ya del arte egipcio, que veía en los ritmos estáticos el único medio de creación plástica” y quiso reemplazarlos por los ritmos cinéticos: “formas esenciales de nuestra percepción del tiempo real”.
Es la tendencia de las pinturas y las esculturas contemporáneas de producir impresión de movimiento. El nombre tiene su origen en la rama de la mecánica que investiga la relación que existe entre los cuerpos y las fuerzas que sobre ellos actúan.

## Evolución de su propuesta
Para Pérez-Flores el color actúa inicialmente como vehículo para la creatividad, la percepción, el espíritu y el sistema.
Luego de los primeros trabajos en escultura, elementos móviles en metal y acrílico, elaboró sus primeros relieves, tramas móviles accionados por motores, cuyas líneas se mueven al mismo tiempo en sentido vertical y horizontal sobre un fondo, modificando de esta manera la relación espacio-profundidad-color. Durante los años 80 el artista venezolano comenzó a agregar colores a sus pinturas secuenciales, nombrando la serie "Prochromatique". Estos trabajos crean una vibración óptica sutil que atrae al espectador hacia su centro, estimulado por una emoción visual y misteriosa. Debido al uso de verticales en la relevación contra un fondo lineal, las pinturas de Pérez-Flores son similares a las de Jesús Soto, de Yaacov Agam y de Carlos Cruz-Díez, aunque se distinguen por el uso de la vibración del espectro del color para producir un sutil efecto de arco iris.
La serie de trabajos diagonales, dinámico-cromáticos, creados en los inicios de los años 90, demostró estos aspectos particulares de la teoría del color del artista, especialmente la función del color como medio sutil en la realización del fenómeno del espacio ligado al dinamismo cinético del trabajo.
En su planteamiento reciente, Pérez-Flores intenta superar sus estructuras matemáticas con una manipulación ilustrada del espacio ofreciendo un sistema de la plasticidad formal. Las pinturas exhiben un movimiento simulado, que se alcanza a través de la combinación de líneas coloridas pintadas en paneles con barras secuencialmente suspendidas, paralelas a la superficie de la pintura. El espectador en la actualidad inicia los movimientos sutiles de los trabajos con su propia introspección y percepción de diversos valores cromáticos.
Una importante serie de pinturas de Darío Pérez-Flores se denominan Prochromatiques. Prochromatique 3, de 2010, es una caja de 40 barras de acero de color ensambladas con un fondo de color negro dentro de una caja negra. La obra está firmada a lápiz en el reverso. Las demás pinturas de la serie están pintadas sobre lienzo. Estas pinturas son altamente estructuradas, con líneas verticales de color impecablemente pintadas, como si hubieran sido generadas por un computador. Están diseñadas para servir como diferentes tipos de ilusiones ópticas, ya que Darío Pérez-Flores sigue buscando lo último en representaciones visuales de movimiento.
Su obra se exhibe en galerías en Estados Unidos y en colecciones tanto públicas como privadas en Venezuela, Francia, Suiza y Alemania. Darío Pérez-Flores es parte del interés en expresiones cinéticas creado y desarrollado por artistas como Carlos Cruz-Diez y Jesús Rafael Soto. Su cuerpo de trabajo abarca toda una vida de estudios sobre la reverberación óptica y cinética, un efecto visual que ocurre cuando el espectador se mueve más allá del trabajo. En otras piezas, usa motores que cambian de forma a diferentes velocidades, creando una vibración visual por el movimiento generado.
En su planteamiento reciente, Pérez-Flores intenta superar sus estructuras matemáticas con una manipulación ilustrada del espacio ofreciendo un sistema de la plasticidad formal. Las pinturas exhiben un movimiento simulado, que se alcanza a través de la combinación de líneas coloridas pintadas en paneles con barras secuencialmente suspendidas, paralelas a la superficie de la pintura. El espectador en la actualidad inicia los movimientos sutiles de los trabajos con su propia introspection y percepción de diversos valores coloristicos.

## Premios
- 1984 Primer Premio de Pintura, Salón Arturo Michelena, Valencia-Venezuela.
- 1970 Premio Julio Morales Lara, Salón Arturo Michelena, Valencia-Venezuela.
- 1969 Premio Fundación Belloso, Salón D'Empaire. Maracaibo-Venezuela.
- 1968 Premio Corporación Venezolana de Guayana, II Salón de Jóvenes Escultores, Ciudad Universitaria. Caracas-Venezuela.
- 1967 Premio de Escultura "Universidad de Carabobo", V Salón de Artes Plásticas, Casa de la Cultura. Maracay-Venezuela.
- 1966 Premio de Escultura 1.er Salón de Jóvenes Escultores, Ciudad Universitaria. Caracas-Venezuela.
- 1961 Premio de Escultura, Salón Casa de los Andes, Valencia-Venezuela.

## Exposiciones

### Venezuela
- Caracas: Galería Graphic CB/2, 1982.
- Valencia: Cámara de Comercio, 1979, Galería El Parque, 1985, Galería de Arte Ascaso, 2000.[2]
- Maracaibo: Galería Art Nouveau, 1998.

### Francia
- París: Galerie Denise René,[3] 1981,1983, 1986,1993, 2005,[4] Déc 2009 - Jan 2010,[5][6] Galerie du Haut Pavé, 1974.

### Suiza
- Zúrich: Galería Suzanne Bolag, 1971, Galería La Ligne, 2007.[7]
- Kreuzlingen: Galeía Latzer, 1984 2002.
- Lausanne: Galería Iynedjian, 1988 y 1996.
- La Tour-de-Peilz: Villa Kenwin, 1991.
- Bachenbülack: Galería Lydia Jametti, 1994.

### Alemania
- Bonn: Gesellschaft für Kunst und Gestaltung, 1988 y 2007, Galería Jacques Raymond, 1990.
- Saarbrücken: Galería Sankt Johann, 1991.

### Bélgica
- Benoot Gallery, 2006, Bruselas: Galería Amaryllis, 1994.

### Italia
- Salo: Italia Centre d’Art Santelmo, 1973.
- Padova: Galería Adelphi, 1973.

### Liechtenstein
- Schaan: Galería am Lindenplatz, 1997

### Brasil
- Río de Janeiro: Espacio Eliana Benchimol, 2007.[8]

### Estados Unidos
- Miami: Arts for a Better World, Surfcomber Hotel, 2011.[9]